# Stanislaus Kobierski
Stanislaus Kobierski (15 de novembro de 1910 - 18 de novembro de 1972) foi um futebolista alemão que competiu na Copa do Mundo FIFA de 1934.